# 隨行者 (專輯)
《隨行者》（Acolyte）是英國另類舞曲樂團Delphic的首張錄音室專輯，專輯絕大部分於Ewan Pearson的柏林錄音室所錄製。此專輯於2010年1月11日由環球唱片旗下所屬之寶麗多唱片在英國發行；2010年6月29日由Dangerbird Records於美國正式發行。

## 單曲
Delphic於專輯發售前夕，在2009年8月13日和同年8月31日先行發表了兩首單曲"Counterpoint"以及"This Momentary" 。專輯隨行者的首波主打單曲定為"Doubt"，並在2010年1月4日發行。單曲發行後登上英國單曲排行榜第79名，是該團有史以來最成功的單曲。第二首單曲定為"Halcyon"，已在2010年3月15日發行。專輯的第三首正式發行單曲為早先發行過的"Counterpoint"，於2010年5月31日發行；不過該單曲在電台放送的版本卻非專輯原始版本，而是Tim Goldsworthy的混音版歌曲。該單曲並未打進英國單曲排行榜。

## 曲目
| 曲序 | 曲目           | 时长 |
| ---- | -------------- | ---- |
| 1.   | Clarion Call   | 2:56 |
| 2.   | Doubt          | 4:06 |
| 3.   | This Momentary | 4:35 |
| 4.   | Red Lights     | 6:11 |
| 5.   | Acolyte        | 8:51 |
| 6.   | Halcyon        | 4:43 |
| 7.   | Submission     | 5:33 |
| 8.   | Counterpoint   | 6:18 |
| 9.   | Ephemera       | 1:56 |
| 10.  | Remain         | 6:33 |

## 市場票房
| 排行榜(2010)       | 最高名次 |
| ------------------ | -------- |
| 英國專輯排行榜     | 8        |
| 澳大利亞專輯排行榜 | 66       |
| 法國專輯排行榜     | 151      |